# 비 응우옌
비 응우옌(Bee Nguyen, 1981년 7월 18일 ~ )은 미국의 정치인으로 미국 조지아주 하원의원이다.

## 학력
- 조지아 주립 대학교 인문사회 학사
- 조지아 주립 대학교 인문사회 석사
- 조지아 주립 대학교 행정학 석사

## 경력
- 미 해군 입대
- 1981 오대호 해군 훈련센터 종교 프로그램 전문가 등급 합격
- 탈매지 그룹 정보 기술 회사 창립자 사장
- 2017.11 ~ 2021.01 제154·155·156대 조지아주 제89선거구 하원의원

## 역대 선거 결과
| 선거명        | 직책명                       | 대수  | 정당   | 1차 득표율 | 1차 득표수  | 2차 득표율 | 2차 득표수 | 결과 | 당락               |
| ------------- | ---------------------------- | ----- | ------ | ---------- | ----------- | ---------- | ---------- | ---- | ------------------ |
| 2017년 재선거 | 하원의원 (조지아 제89선거구) | 154대 | 민주당 | 39.72%     | 4,255표     | 52.44%     | 4,586표    | 1위  | 조지아 주의원 당선 |
| 2018년 선거   | 하원의원 (조지아 제89선거구) | 155대 | 민주당 | 100.00%    | 27,810표    |            |            | 1위  | 조지아 주의원 당선 |
| 2020년 선거   | 하원의원 (조지아 제89선거구) | 156대 | 민주당 | 100.00%    | 32,600표    |            |            | 1위  | 조지아 주의원 당선 |
| 2022년 선거   | 조지아 주무장관              | 29대  | 민주당 | 43.99%     | 1,719,922표 |            |            | 2위  | 낙선               |